# AEK Kouklion
Pour les articles homonymes, voir AEK.
Maillots
Le Athlitikí Énosis Kouklion (en grec moderne : Αθλητική Ένωση Κουκλιων), plus couramment abrégé en AEK Kouklion ou en AEK Kouklia, est un ancien club chypriote de football fondé en 1968 et disparu en 2014, et basé dans la ville de Kouklia dans le district de Paphos.
Lors de la saison 2013-2014, et ce pour la première fois de son histoire, le club évolue en première division.
En 2014, le club fusionne avec l'AE Paphos afin de créer le Pafos FC.

## Histoire du club

### Dates clés
- 1968 : fondation du club
- 2013 : 1re participation au championnat de première division

### Histoire
L'AEK Kouklion est fondé le 20 octobre 1968. De 1968 à 2012, le club évolue dans le championnat local. Lors de la saison 2011-2012, le club évolue en C Kategoria, la troisième division chypriote. L'équipe remporte le titre pour la première fois. 
L'AEK est ainsi promu en B Kategoria et termine vice-championne dès sa première saison. Grâce à sa deuxième place en B Kategoria, le club décroche sa première accession en A Kategoria, et y évolue à partir de la saison 2013-2014.

## Stades du club
- Jusqu'à 2013 : Stade municipal de Chlorakas
- Depuis 2013 : Stade Stélios-Kyriakídis

## Palmarès
| Compétitions nationales                                                                                        |
| - Championnat de Chypre D2 : - Vice-champion : 2012-13. - Championnat de Chypre D2 (1) : - Champion : 2011-12. |

## Personnalités du club

### Présidents du club
- Christakis Kaizer

### Entraîneurs du club
- Dimítris Ioánnou (2011 - 2012)
- Fangio Buyse (2012 - 2013)
- Dimítris Ioánnou (22 juin 2013 - 8 avril 2014)
- Stavros Fitidis (8 avril 2014 - 9 juin 2014)